# Nowa Wieś (powiat gostyniński)
Nowa Wieś – wieś sołecka w Polsce położona w województwie mazowieckim, w powiecie gostynińskim, w gminie Gostynin.
Dawniej w gminie Skrzany.
W latach 1975–1998 miejscowość należała administracyjnie do województwa płockiego.